# Kea (Insel)
Die griechische Insel Kea (neugriechisch Κέα [ˈkʲɛa] (f. sg.), auch Tzia (neugriechisch Τζια), altgriechisch Κέως Keōs), gehört zu den Kykladen. Sie bildet zusammen mit der mittlerweile unbewohnten Insel Makronisos eine Gemeinde innerhalb der Region Südliche Ägäis und zusammen mit Kythnos den Regionalbezirk Kea-Kythnos.

## Geographie
Die westlichste bewohnte Kykladen-Insel liegt etwa 20 km östlich des Kaps Sounion und 60 km südöstlich von Athen. Nachbarinseln sind etwa 15 km westlich Makronisos, Gyaros 22 km östlich. Die kürzeste Entfernung zur südlich gelegenen Insel Kythnos beträgt 12 km.
Die Insel ist etwa von Südsüdwest nach Nordnordost ausgerichtet. Die maximale Länge liegt bei etwa 20 km, die maximale Breite bei 10 km. Die Fläche beträgt 131,693 km².
Kea ist eine bergige Insel mit einer durchschnittlichen Höhe von 285 m, der höchste Berg Profitis Ilias erreicht 568 m. Die überwiegend steile Küste ist durchsetzt von zahlreichen kleinen Buchten, Meeresgrotten und Kaps. Nur die tiefe, natürliche Bucht von Agios Nikolaos (Όρμος Αγίου Νικολάου) an der Nordwestküste schützt vor Meeresströmungen und Winden. Die Küstengebiete sind felsig und karg, im Gegensatz zum fruchtbaren Inselinneren, wo kleine Hochebenen unterbrochen von Tälern, und Schluchten mit üppiger Vegetation und kleine Waldbestände der Valonea-Eiche (Quercus macrolepis) das Landschaftsbild prägen.

## Gemeindegliederung
Nach der Unabhängigkeit Griechenlands bildete die Insel Kea gleichzeitig eine Gemeinde (Δήμος Κέω). Von 1919 bis 1996 war die Insel in die beiden Landgemeinden Kea (Κοινότητα Κέας) und Korissia (Κοινότητα Κορησίας) untergliedert, diese bildeten seit der Zusammenlegung 1996 zur Gemeinde Kea zunächst eigene Gemeindebezirke. Diese wiederum erhielten mit der Verwaltungsreform 2010 abhängig von ihrer Einwohnerzahl den Status als Stadtbezirk oder Ortsgemeinschaft. Verwaltungssitz der Gemeinde ist Ioulida. Nach der Volkszählung 2011 hatte die Insel 2455 Einwohner. Der Großteil der Bevölkerung lebt im Norden der Insel. Der im Inselinneren gelegene Hauptort Ioulida zählt 633 Einwohner, der Hafenort Korissia 711 Einwohner. Daneben gibt es noch weitere kleinere Bergweiler und Küstenorte, wie beispielsweise Pisses an der Westküste mit dem einzigen Campingplatz der Insel.
| Stadtbezirk / Ortsgemeinschaft | griechischer Name           | Code     | Fläche (km²) | Einwohner 2001 | Einwohner 2011 | Dörfer und Inseln |
| ------------------------------ | --------------------------- | -------- | ------------ | -------------- | -------------- | --- |
| Ioulida                        | Δημοτική Κοινότητα Ιουλίδος | 63010001 | 107,852      | 1536           | 1406           | Ioulida, Agia Marina, Agia Mavra, Agios Theodoros, Agios Nikolaos, Agios Symeon, Astras, Ellinika, Zoodochos Pigi, Kambi, Kastanies, Kastriani, Kato Meria, Kokkinada, Koundouros, Ligia, Myli, Orkos, Pera Meria, Pisses, Plagia, Pondakado, Spathi, Stavroudaki, Chavouna |
| Korissia                       | Τοπική Κοινότητα Κορησσίας  | 63010002 | 040,930      | 0881           | 1049           | Korissia, Vourkari, Kalamos, Koukouvagia, Makronisos, Marades, Mavro, Melissaki, Mylopotamos, Xyla, Otzias, Fotimari |
| Gesamt                         | Gesamt                      | 6301     | 148,782      | 2417           | 2455           | |

Die Haupteinnahmequelle ist der Tourismus, jedoch lebten die Bewohner von Kea früher von Landwirtschaft und Fischerei, weshalb es bis heute nur wenige Hotels auf der Insel gibt, dafür jedoch viele Privathäuser.

## Geschichte

### Urgeschichte
Kea ist einer der wichtigsten archäologischen Fundorte der Ägäis. Grabfunde aus der Jungsteinzeit wurden an mehreren Stellen an der dem Festland zugewandten Nordwestküste der Insel gemacht, am Kap Kephala, einem der Fundorte, wurden auch Spuren einer kurzzeitigen Siedlung entdeckt.
Bedeutender als die jungsteinzeitlichen Funde ist die bronzezeitliche Siedlung auf der Halbinsel Agia Irini in der Agios-Nikolaos-Bucht bei Korissia im Nordwesten der Insel. Sie hatte bereits Vorgänger am Ende der Jungsteinzeit und durch die frühkykladische Zeit; der Höhepunkt der Siedlungsaktivität liegt aber in mittelkykladischer und dem Beginn der spätkykladischen Zeit (vgl. Kykladenkultur). Aus dieser Epoche stammt eine Befestigungsanlage und ein Heiligtum, das in historischer Zeit Dionysos geweiht war. In ihrer Blütezeit war Agia Irini neben Phylakopi auf Milos und gegen Ende auch Akrotiri auf Santorin die wichtigste Siedlung der südlichen Ägäis.

### Antike

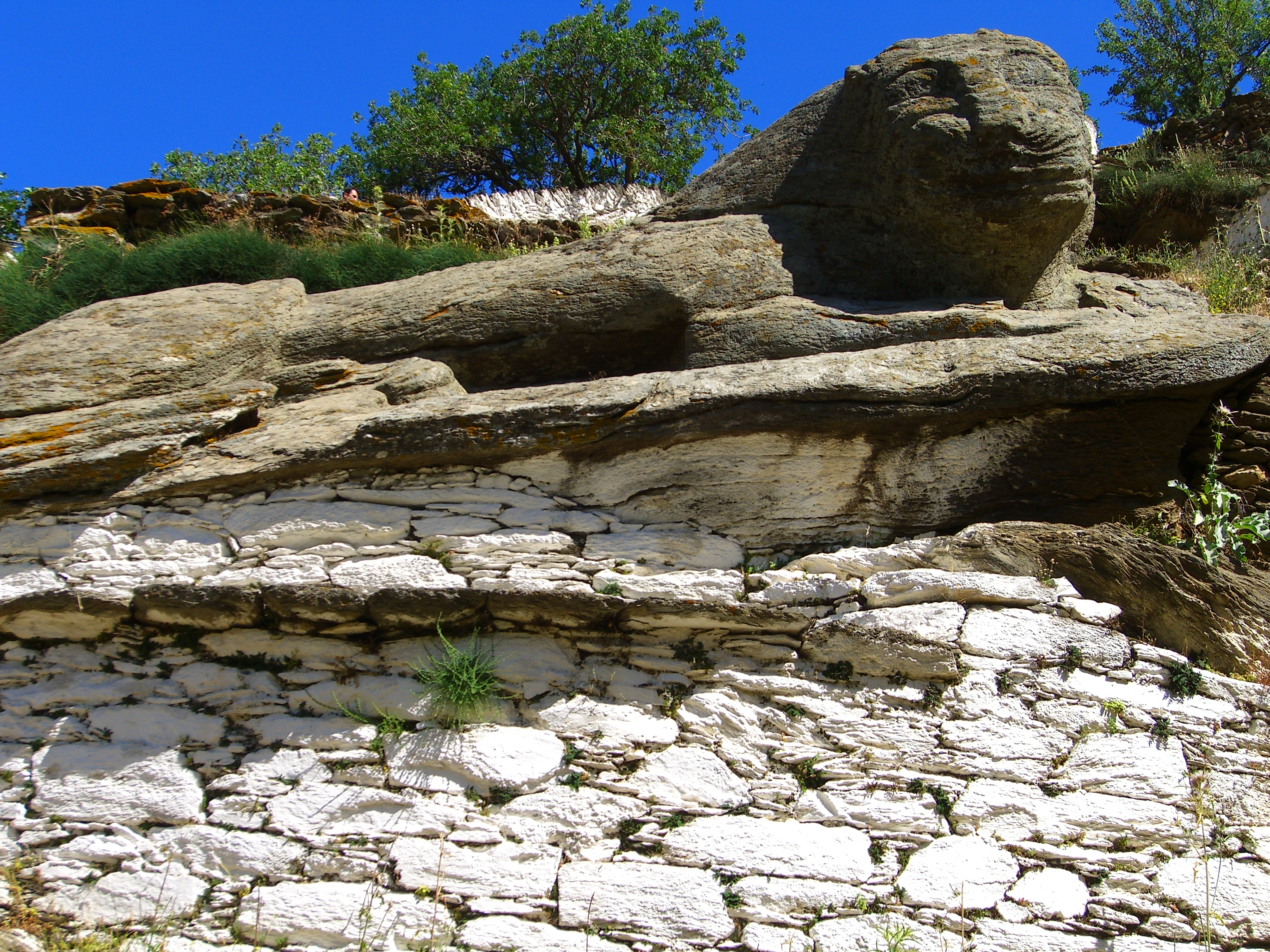
Löwe von Kea, womöglich aus dem 6. Jahrhundert v. Chr.

Die Griechen siedelten von Arkadien, Athen und Naupaktos aus kommend in Kea; im 7. oder 6. Jahrhundert v. Chr. gelangte die Insel unter die Herrschaft von Eretria. Am Perserkrieg gegen König Xerxes I. beteiligten sich die Bewohner ebenso wie am danach gegründeten Ersten Attisch-Delischen Seebund. Als die Bedeutung von dessen Führungsmacht Athen zu schwinden begann, lösten sich die Städte Keas aus dem Bund und schlossen sich zu einer Sympolitie zusammen. Diese wurde aber von Athen aufgelöst und die Insel dem Zweiten Attisch-Delischen-Seebund einverleibt. Kurzzeitig versuchte sie sich erneut daraus zu lösen, dies wurde aber vom Feldherrn Chabrias verhindert.

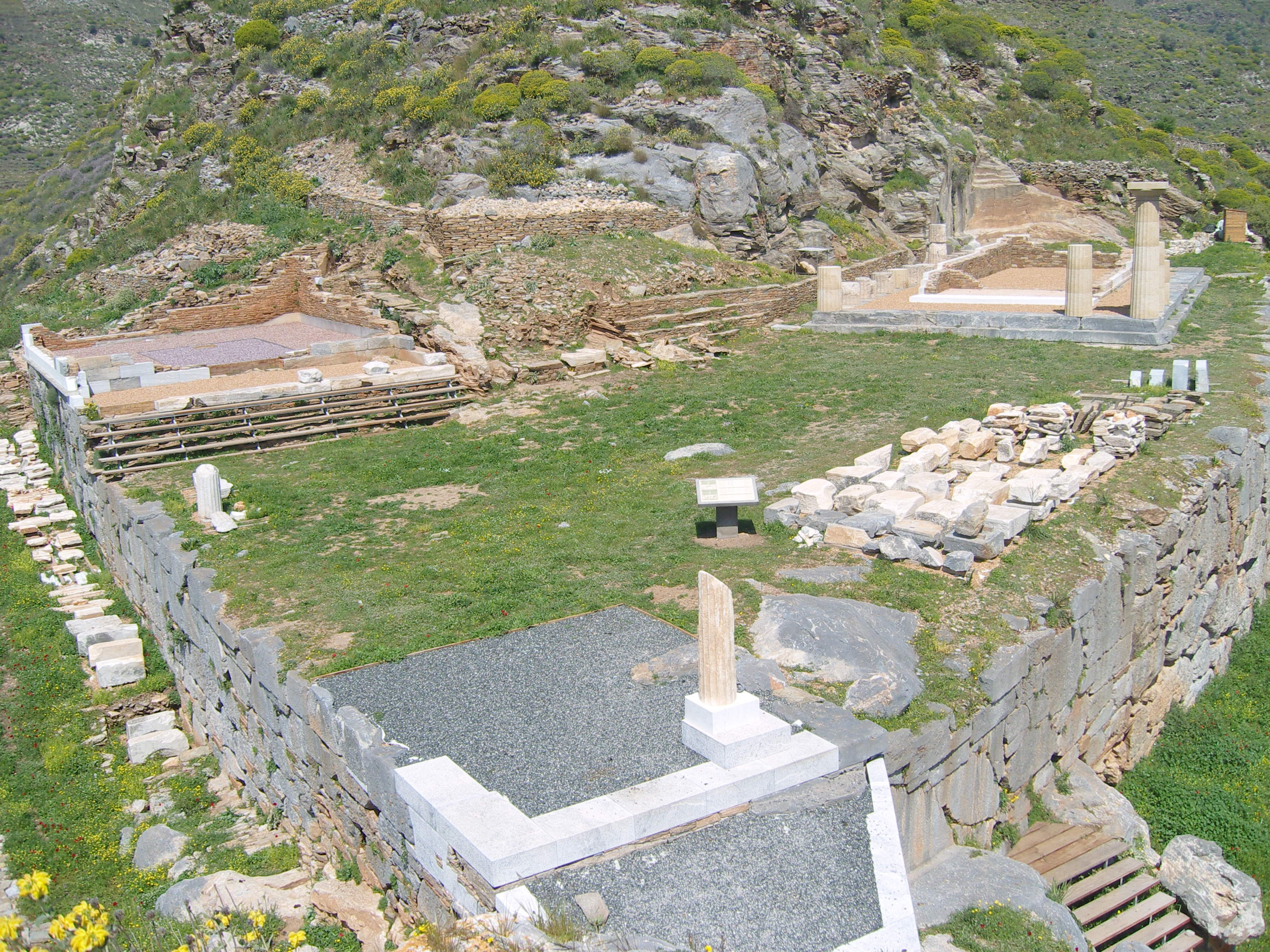
Akropolis von Karthaia

In der Klassischen Antike existierten vier Städte auf Kea: Iulis, das heutige Ioulida in der Mitte der Insel, Karthaia im Südosten, Koresia an der Stelle des heutigen Korissia im Nordwesten sowie Poiēssa, das heutige Pisses an der südwestlichen Küste. Zur Zeit des Geographen Strabon, etwa um die Zeitwende, existierten die beiden letzten bereits nicht mehr. Die Bewohner von Koresia hatte man nach Iulis, die von Poiēssa nach Karthaia umgesiedelt, das aber im Mittelalter ebenfalls aufgegeben wurde.
An archäologischen Funden sind vor allem erhalten die Mauern aller vier Städte (entstanden zwischen 362 und 350 v. Chr.), Reste je eines Tempels in Iulis und Koresia sowie drei Tempel und ein Theater in Karthaia. Hinzu kommt die Figur des Löwen von Kea (siehe unten).
In der Epoche des Hellenismus gehörte Kea zunächst zum Bund der Nesioten, dann ab etwa 220 v. Chr. zum Aitolischen Bund. Ab 200 v. Chr. war die Insel mit Rhodos verbündet, geriet in die Auseinandersetzungen zwischen Attalos I., Philipp V. von Makedonien, Antiochos III. und Rom um die Vorherrschaft in der Ägäis und fiel schließlich an Rom. Die Römer nannten die Insel Ceus. Marcus Antonius schenkte sie Athen.

### Mittelalter
Seit der Reichsteilung von 395 n. Chr. gehörte Kea zum Byzantinischen Reich. Nach dem Vierten Kreuzzug (1202–1204) fiel Kea an die Republik Venedig.

### Neuzeit
1566 wurde Kea durch Truppen des Osmanischen Reiches eingenommen. Nach dem Ende des Griechischen Unabhängigkeitskrieges wurde Kea durch das Londoner Protokoll von 1829 Griechenland zugesprochen.
1916 sank vor der Insel im sogenannten Kea-Kanal das Schwesterschiff der Titanic, die Britannic. Das deutsche U-Boot U 73 hatte den Kanal zuvor vermint.

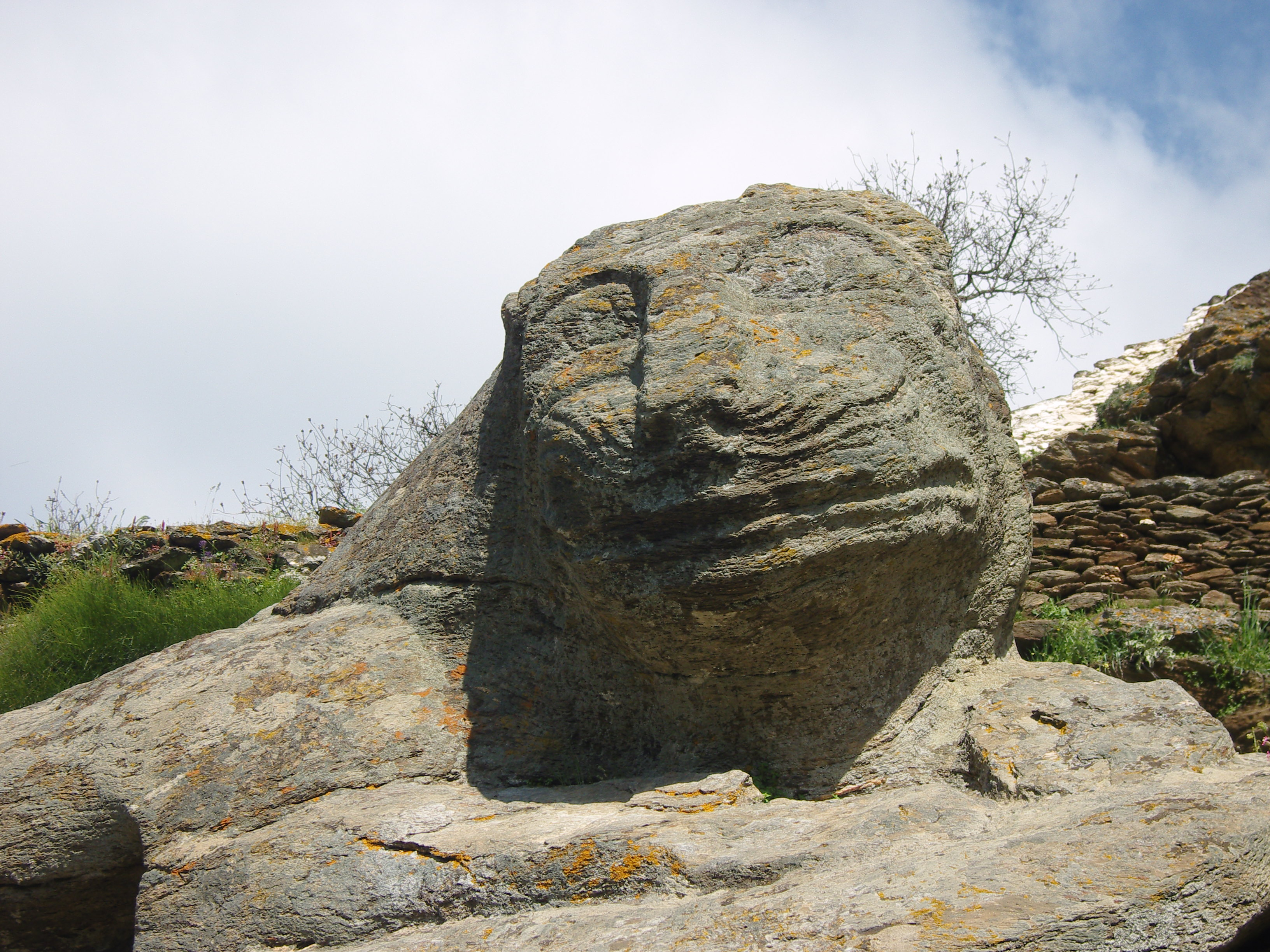
Der Löwe von Kea

## Der Löwe von Kea
Die Hauptsehenswürdigkeit der Insel ist der Löwe von Kea nordöstlich von Ioulida. Es handelt sich um eine im 6. Jahrhundert vor Christus aus dem Granit herausgemeißelte sechs Meter lange und drei Meter hohe Statue eines ruhenden Löwen. Bemerkenswert ist der lächelnde Gesichtsausdruck.
Der Löwe steht in Bezug zur Mythologie der Insel: Sie soll in der Vorzeit von Nymphen bewohnt, daher besonders wasserreich und schön gewesen sein; wegen ihres Wasserreichtums wurde sie Hydroussa genannt. Die Götter, die ihr dies neideten, sandten einen Löwen, der die Nymphen vertrieb; mit ihnen ging der Wasserreichtum verloren und die Insel trocknete aus.

## Verkehr
Regelmäßige Fährverbindungen bestehen nach Lavrio auf dem Festland sowie zur etwas kleineren Nachbarinsel Kythnos.

## Persönlichkeiten
In der Antike war die Insel Heimat berühmter Denker, wie beispielsweise des Dichters und Schriftstellers Simonides von Keos (um 550 v. Chr.), des Dichters Bakchylides (um 520 v. Chr.) und der Philosophen Prodikos von Keos (um 450 v. Chr.) und Ariston von Keos (3. Jahrhundert v. Chr.). Auch der Arzt und Anatom Erasistratos wurde hier geboren.
Weitere:
- Emmanouil Papadopoulos († 1810), griechisch-russischer Offizier